# Jim Henry Township
Jim Henry Township est un township, situé dans le comté de Miller, dans le Missouri, aux États-Unis,.
Le township est fondé en 1838, à la suite de la division du township Saline. Il est baptisé en référence à un chef indien qui vivait dans une grotte, également baptisée en son nom, et située dans les limites du township.